# Novoukraiinske, Radîvîliv
Novoukraiinske (în ucraineană Новоукраїнське) este un sat în comuna Drujba din raionul Radîvîliv, regiunea Rivne, Ucraina.

## Demografie
Componența lingvistică a localității Novoukraiinske
     Ucraineană (100%)
Conform recensământului din 2001, toată populația localității Novoukraiinske era vorbitoare de ucraineană (100%).